# Separation Road
 (février 2023).
Si vous disposez d'ouvrages ou d'articles de référence ou si vous connaissez des sites web de qualité traitant du thème abordé ici, merci de compléter l'article en donnant les références utiles à sa vérifiabilité et en les liant à la section « Notes et références ».
Albums de Anna Ternheim
Somebody Outside
(2004) Halfway to Fivepoints
(2007)
Separation Road est le deuxième album d'Anna Ternheim, sorti le 27 septembre 2006 en Suède et le 21 mai 2007 en France.

## Liste des titres
Les 14 pistes de cet album sont :
| No  | Titre                        | Durée |
| --- | ---------------------------- | ----- |
| 1.  | Intro                        | 0:55  |
| 2.  | Girl Laying Down             | 2:57  |
| 3.  | Today Is a Good Day          | 3:32  |
| 4.  | Such a Lonely Soul           | 3:42  |
| 5.  | Calling Love                 | 4:11  |
| 6.  | No Subtle Men                | 3:08  |
| 7.  | Lovers Dream                 | 3:59  |
| 8.  | Feels Like Sand              | 3:41  |
| 9.  | Tribute to Linn              | 3:09  |
| 10. | One to Blame                 | 3:43  |
| 11. | Halfway to Fivepoints        | 2:50  |
| 12. | Lovers Dream (Naked Version) | 4:21  |
| 13. | China Girl                   | 3:55  |
| 14. | Black Widow (Naked Version)  | 2:35  |